# Giorgio Carlo Calvi di Bergolo

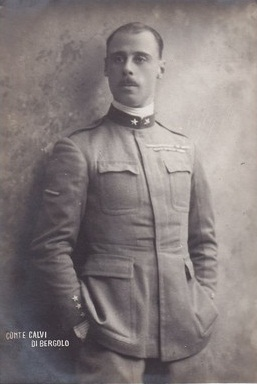
Giorgio Calvi di Bergolo als Hauptmann im Ersten Weltkrieg

Giorgio Carlo Calvi di Bergolo (* 15. März 1887 in Piräus; † 25. Februar 1977 in Rom) war ein italienischer General.

## Werdegang
Er entstammte der alten piemontesischen Adelsfamilie Calvi, die Grafen von Bergolo waren. 1923 heiratete er die Tochter des italienischen Königs Viktor Emanuel III., Jolanda Margherita von Savoyen.
Calvi di Bergolo war Kavallerieoffizier, nahm am Ersten Weltkrieg teil und kommandierte später unter anderem das Kavallerieregiment Nizza Cavalleria.
Im Zweiten Weltkrieg befehligte er unter anderem die 131. Panzerdivision „Centauro“, mit der er sich Anfang 1943 in der Schlacht um Tunesien im Kampf gegen Pattons II. US-Korps auszeichnete.
Zwei Tage nach Bekanntgabe des Waffenstillstandes zwischen Italien und den Alliierten am 8. September 1943 übernahm er im Auftrag der Deutschen den Befehl in der „offenen Stadt“ Rom. Am 23. September wurde Calvi di Bergolo verhaftet und kurzfristig nach Deutschland deportiert. Von Ende 1943 bis 1945 lebte er mit seiner Familie in der Schweiz.